# Knud Rasmussen-klassen
Knud Rasmussen-klassen er en af Søværnets skibsklasser. Klassen og det første skib i klassen er opkaldt efter den dansk/grønlandske polarforsker Knud Rasmussen. De to andre skibe i klassen er også opkaldt efter kendte polarforskere, nemlig Ejnar Mikkelsen og Lauge Koch.
Skibene er beregnet til at operere i Nordatlanten, men er tillige udrustet med 2 StanFlex-containerpositioner, der gør dem i stand til at deltage i internationale operationer. Knud Rasmussen-klassens opgaver er blandt andet fiskeriinspektion, søredning, suverænitetshævdelse, søopmåling og isbrydningsopgaver. Skibene er bygget med et helikopterdæk, men ikke med en hangar, så enhederne vil ikke være i stand til at medbringe egen helikopter. Der kan derimod foretages en "Rotors running refueling" (RRR, udtales Triple-Romeo, dvs. optankning mens motoren kører og der stadig er rotation på helikopterens rotorer) eller helikopteren kan forblive på skibet i en kortere periode. Helikopteren kan derved udvide sin rækkevidde og udholdenhed betragteligt. Design og udvikling til skibene er foretaget af Søværnets Materielkommando, der i 1987 blev slået sammen med hærens og flyvevåbnets tilsvarende kommandoer. Klassens skibe har næsten samme deplacement som de tidligere inspektionsskibe af Hvidbjørnen-klassen; knap 1.800 tons. 
På Karstensens Skibsværft var Knud Rasmussen benævnt nybygning nr. 400, Ejnar Mikkelsen var benævnt nybygning nr. 401 og Lauge Koch var benævnt nybygning 428. Alle skrogene til klassen blev bygget i Polen, hvor skrogarbejdet blev udført og propel og motor monteret. Skibene blev derefter bugseret til Skagen. Knud Rasmussen og Ejnar Mikkelsen blev samlet ved Stocznia Pólnocna-værftet (Det nordlige værft), og Lauge Koch blev samlet ved CRIST-værftet, begge placeret i Gdansk. 
I forsvarsforliget 2013-2017 blev man enige om at indkøbe et tredje skib i Knud Rasmussen-klassen som erstatning for den aldrende inspektionskutter Tulugaq, den sidste af de tre inspektionskuttere af Agdlek-klassen fra 1979.. Skibet blev bestilt sidst i november 2013, og det var ligeledes Karstensens skibsvært i Skagen, der producerede det nyeste skib i klassen. Skibet blev leveret til Søværnet i december 2016.

## Skibe i klassen
| Pnt. | Navn            | Kølen lagt        | Søsat            | Indgået           | Navngivet af                       | Skæbne     | Kaldesignal |
| ---- | --------------- | ----------------- | ---------------- | ----------------- | ---------------------------------- | ---------- | ----------- |
| P570 | Knud Rasmussen  | 21. november 2005 | 19. oktober 2006 | 18. februar 2008  | Lagmand Jóannes Eidesgaard         | I tjeneste | OVFG        |
| P571 | Ejnar Mikkelsen | 10. november 2006 | 1. juli 2007     | 16. januar 2009   | Landstingsformand Ruth Heilmann    | I tjeneste | OVFH        |
| P572 | Lauge Koch      | 12. maj 2014      | 20. april 2015   | 11. december 2016 | Forsvarsminister Peter Christensen | I tjeneste | OVFI        |

## Flex-systemet
Knud Rasmussen-klassen er baseret på samme StanFlex-koncept som Flyvefisken-klassen, der bygger på modulære containere. Skibene kan derfor bruge de samme containere som mange af Søværnets øvrige skibe. Dermed er der skabt en stor fleksibilitet samt muligheden for at flytte containere mellem skibsklasserne. Knud Rasmussen-klassen er bygget med to containerpositioner: En position på skibets fordæk, den anden på agterdækket agten for overbygningen. Disse positioner vil kunne blive brugt til at bevæbne skibene med kanon, MU90 antiubådstorpedoer og RIM-162 Evolved Sea Sparrow missiler når og hvis behovet skulle opstå.

## Kontrovers
I september 2017 kunne DR2 berette, at det polske skibsværft brugte nordkoreanske tvangsarbejdere. Dermed har Danmark formentlig indirekte sendt penge til det nordkoreanske regime.